# استفن وستمن
استفن وستمن (اسپانیایی: Steffen Wesemann‎؛ زادهٔ ۱۱ مارس ۱۹۷۱) دوچرخه‌سوار اهل سوئیس است.